# Ан дер Альтен Фёрстерай
Стадио́н «Ан дер Альтен Фёрстерай» (нем. Stadion An der Alten Försterei — стадион у домика старого лесника) — футбольный стадион, расположенный в столице Германии, Берлине. Является домашней ареной футбольного клуба «Унион» (Берлин).

## История

### 1920-1945: Спортивная площадка «Садова»

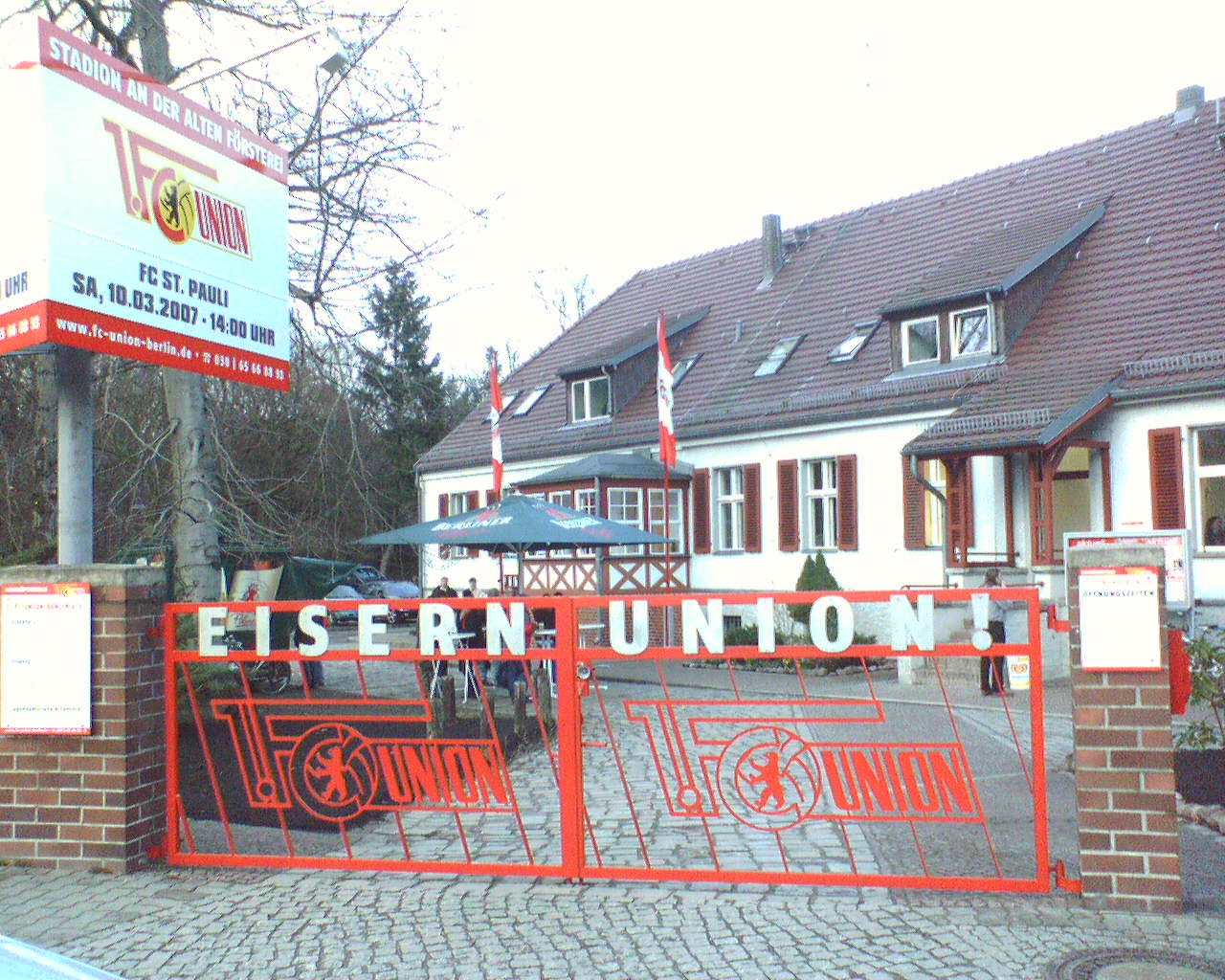
Домик лесника «Альте Фёрстерай», давший название стадиону. Сейчас — офис клуба.

В 1920 году «Унион Обершёневайде» (предшественник сегодняшнего «Унион Берлин»), должен был освободить свое прежнее место в Обершёневайде в пользу застройки жилыми строениями. Клуб переместился на Юго-Восток, в город Кёпеник (сейчас часть Берлина). Первый матч на «Альте Фёрстерай» для «Униона» состоялся 17 марта, когда команда приняла в товарищеской игре «Викторию 1889» (1:1), трижды выигравшую чемпионат Германии на рубеже веков. Официальная церемония открытия состоялась чуть позже, 7 августа 1920 года, матчем «Обершёневайде» с действующим чемпионом Германии, «Нюрнбергом» (1:2). Игру посетило около 7 000 зрителей, при тогдашней вместимости 10 000, включая 200 сидячих мест.
Первоначально место упоминалось как «Спортивная площадка Садова» (нем. Sportplatz Sadowa). «Садова» — название близлежащего экскурсионного ресторана, названного в честь битвы во время прусско-австрийской войны в 1866 году. Другое название стадиона до 1929 года — «Вульхайде» (нем. Wuhlheide), в честь близлежащей железнодорожной станции. Однако постепенно закрепилось сегодняшнее официальное название, которое произошло от расположенного рядом домика лесника, который назывался «Альте Фёрстерай» (нем. Alte Försterei).
В 1930-х и 1940-х годах стадион продолжал оставаться домашней площадкой «Униона» без каких либо изменений в конструкции и вместимости. Из-за этого решающие матчи чемпионата Германии клуб проводил на других берлинских стадионах, таких как стадион в Груневальде. Наибольшая посещаемость на «Альте Фёрстерай» была в 1937 году в дерби с «Берлинером 92», на котором присутствовало 8 235 зрителей.

### 1945-1989: Расширение до полноценного стадиона
Во время Второй мировой войны территория рядом вокруг стадиона использовалась как зенитные огневые точки. Тем не менее, ущерб, нанесенный битвой за Берлин, был минимален, так что спортивную площадку можно было снова использовать уже 1 июля 1945 года. В начале 1950-х годов возникла необходимость в реконструкции, поскольку стадион был непригоден для использования из-за ряда проблем (например, изношенных газонов и ворот). В период с 1952 по 1955 год игровое поле и зрительские трибуны были реконструированы, а для игроков была построена раздевалка. За это время команде, в то время называвшейся «Мотор Обершёневайде» или «Мотор Берлин», пришлось временно выступать на других стадионах, таких как стадион Ханса Цошке в Лихтенберге или стадион Эрнста Тельмана в городском парке Вульхайде. Осенью 1955 года на «Альте Фёрстерей» снова можно было проводить матчи. В 1957 и 1963 годах название клуба снова менялось (ТСК «Обершёневайде», ТСК «Берлин»), пока в 1966 году не был наконец основан «Унион Берлин» (нем. 1. FC Union Berlin).

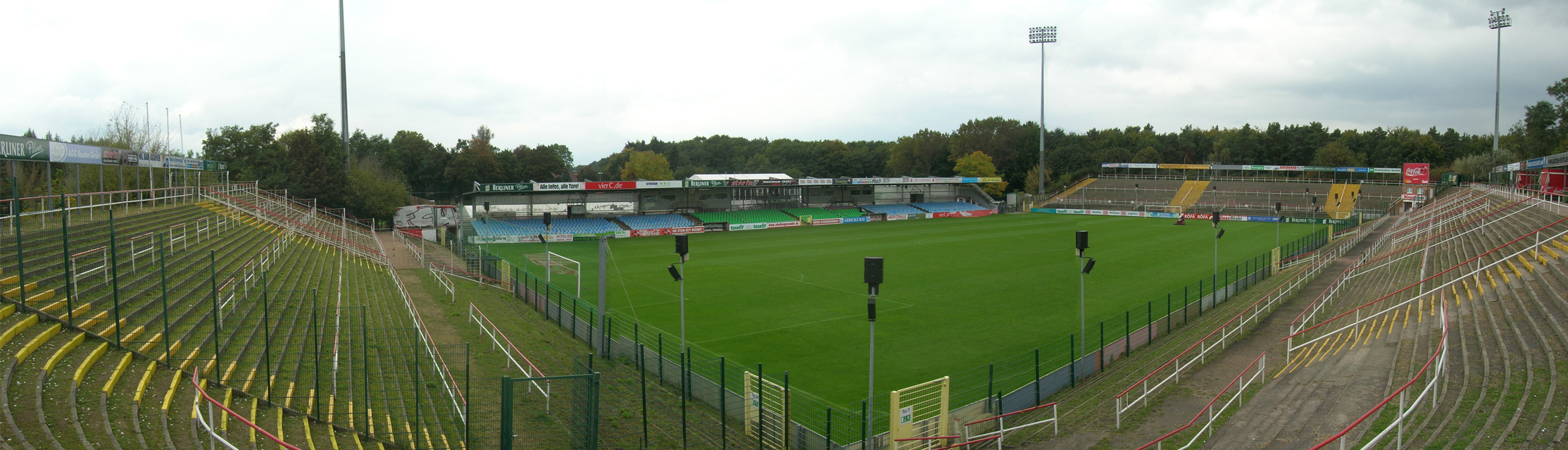
Стадион в 1983-2008 годах.

В середине 1960-х годов возобновились планы по расширению стадиона. Среди прочего, должна была быть установлена система прожекторов, но этого не произошло. Во время реконструкции в период между 1968 и 1970 годами сидячая главная трибуна и стоячая трибуна напротив неё были расширены, а также построены дополнительные тренировочные поля. После реконструкции стадион стал вмещать около 15 000 зрителей.
Дальнейшие меры по расширению и модернизации последовали в 1979 году, когда начались работы по расширению боковых трибун с северной и южной сторон. Работа продолжалась до 1983 года. За это время вместимость была увеличена до 25,5 тысяч мест (в том числе 1800 сидячих), обновлён газон и построен домик диктора с освещённым табло. Во время строительных работ с августа по ноябрь 1981 года «Унион» использовал стадион Всемирной молодёжи в качестве домашнего стадиона для пяти игр. Рекорд посещаемости, действующий и по сей день, был установлен в 1980-х годах. В зависимости от источников, событие датируется либо 23 мая 1984 года с 22 500 зрителями в решающей игре за сохранение места в Оберлиге ГДР против «Хеми Лейпциг», либо 21 июня 1986 года с 23 000 зрителей в игре Кубка Интертото против «Байер 05 Юрдинген».

### 1989-2000: Нереализованные планы

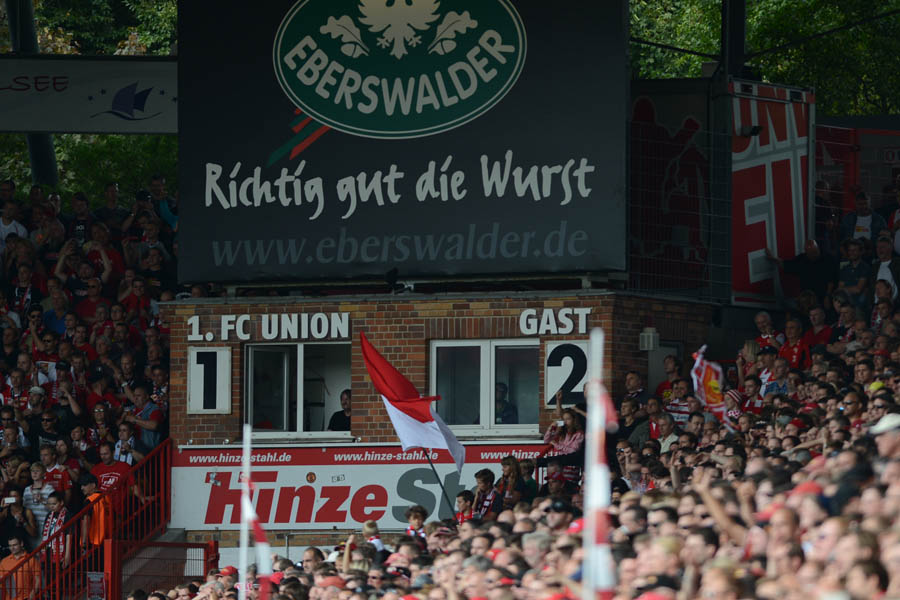
Домик диктора с ручным табло в 2013 году.

После воссоединения Германии ранее принадлежавший государству стадион перешел в собственность Сената Берлина. Как и «Унион», он не имел финансовых ресурсов для необходимой реконструкции спортивного сооружения, поэтому в последующие годы оно всё больше нуждалось в модернизации. Хотя стадион получил от спонсора электронное табло, в 1991 году его демонтировали. С тех пор и по сей день счёт отображается вручную с помощью табличек, которые сейчас приобрели культовый статус среди болельщиков «Униона».
Однако в 1990-е годы дальнейших масштабных работ на стадионе не велось, вместо этого существовали планы расширения стадиона или постройки нового. В рамках заявки Берлина на проведение летних Олимпийских игр 2000 года должен был быть построен стадион на 32 000 зрителей под названием «Ханне Зобек». Когда в 2000 году у «Униона» ещё был шанс выйти во вторую Бундеслигу, рассматривался вопрос о переезде в «Фридрих-Людвиг-Ян-Шпортпарк», который ранее был домашним стадионом непримиримого соперника «Динамо» (Берлин) и потому не пользовался популярностью среди болельщиков. Причина предлагаемого переезда заключалась в том, что «Альте Фёрстерай» не соответствовал требованиям немецкого футбольного союза. В связи с этим зрительская вместимость была снижена до 18 100 мест. Первые работы по модернизации прошли в 2000 году, когда была установлена система прожекторов и построена крыша на главной трибуне.

### 2001-2008: Инициативы proAF и «Основатели стадиона»

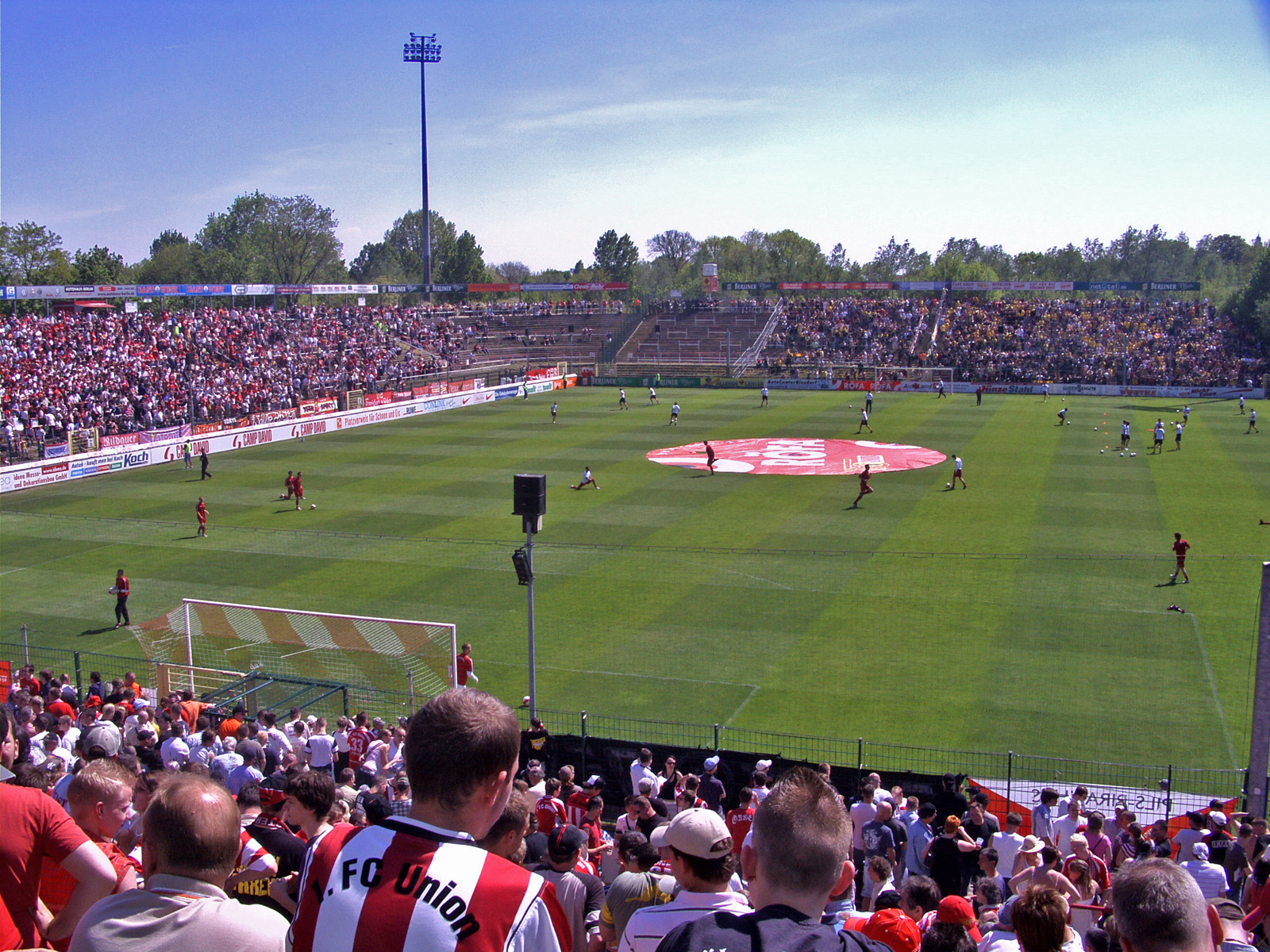
Стадион до реконструкции в апреле 2007 года.

Стадион по-прежнему не соответствовал требованиям футбольного союза, поэтому клуб получил временное разрешение играть на «Альте Фёрстерай» только после успешного выхода во Вторую Бундеслигу в 2001 году. На два домашних матча Кубка УЕФА в сезоне 2001/02 «Униону» пришлось переехать в «Фридрих-Людвиг-Ян-Шпортпарк». В результате выхода во Вторую Бундеслигу были возобновлены планы по строительству нового стадиона. Тогдашний президент «Униона» Хайнер Бертрам также размышлял о новом стадионе в Митте, что побудило фанатов основать инициативу по сохранению местоположения «Альте Фёрстерая» — proAF. Предполагалось к 2006 году построить новый стадион вместимостью 30 000 зрителей, но планы не свершились из-за высокого уровня долга клуба и его вылета в Оберлигу (тогда — 4-й по силе дивизион) в 2005 году. Этот проект, представленный Бертрамом, также встретил критику со стороны фанатов, поскольку, среди прочего, в нем должно было быть всего 10 000 стоячих мест.
В январе 2007 года клуб объявил о планах давно отложенной модернизации стадиона. В их число, среди прочего, входили реконструкция стоячих трибун и новое здание главной трибуны. Предпосылкой для проекта реконструкции была передача собственности стадиона от сената Берлина в пользу клуба «Унион Берлин» за символическую цену в один евро (рыночная стоимость объекта составила около 1,89 миллиона евро). Однако этот план не удалось реализовать. После того, как спортивный комитет палаты депутатов Берлина первоначально одобрил продажу в январе 2007 года, в июле 2007 года возникла необходимость экспертизы проекта Европейским Союзом, чтобы опровергнуть подозрения в государственной помощи посредством чрезмерных субсидий. В результате аудита в январе 2008 года ЕС наложил вето, а это означало, что «Унион» мог приобрести стадион только по полной рыночной стоимости.
В результате между клубом и администрацией Берлина велись дальнейшие переговоры о том, как правительство, как владелец стадиона, обеспечит продолжение игр на «Альте Фёрстерай» в матчах Третьей лиги и потенциально Второй Бундеслиги, поскольку стадион в его состоянии на тот момент не соответствовал требованиям футбольного союза. Клубу угрожали переездом в «Фридрих-Людвиг-Ян-Шпортпарк» или на Олимпийский стадион в сезоне 2008/2009 без планов модернизации «Альте Фёрстерай». Затем фанаты снова мобилизовались под девизом proAF и привлекли внимание различными мероприятиями. Они также получили поддержку от других фанатских групп (например, от фанатов «Герты», «Рот-Вайсса» (Эрфурт) и «Бабельсберг 03»). В апреле 2008 года «Унион» наконец получил одобрение, и необходимые строительные работы начались после окончания сезона 2007/08. Кроме того, территория спорткомплекса была передана клубу по договору аренды сроком на 99 лет.
В преддверии планов нового строительства в 2005 году была запущена краудфандинговая кампания «Основатели стадиона». Цель этой кампании — дать фанатам возможность внести финансовый вклад в реконструкцию. Покупая так называемые «камни основания», фанаты предоставляли проекту финансовые ресурсы; кирпичи с персональными сообщениями фанатам помещались в зрительский туннель, «Туннель славы», и, таким образом, являются увековечением соответствующих доноров.

### 2008-2017: Реконструкция стадиона болельщиками

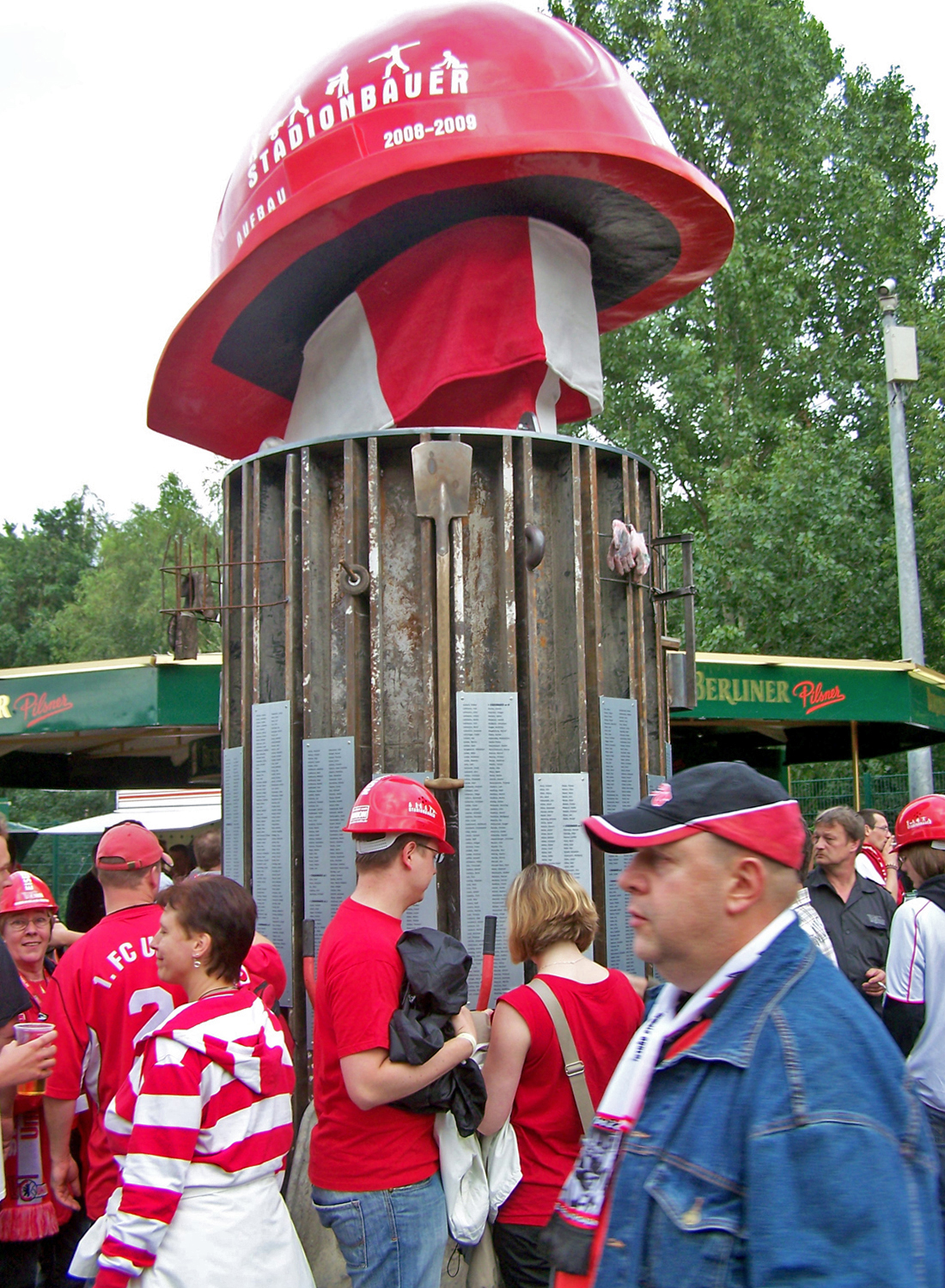
Памятник строителям стадиона.

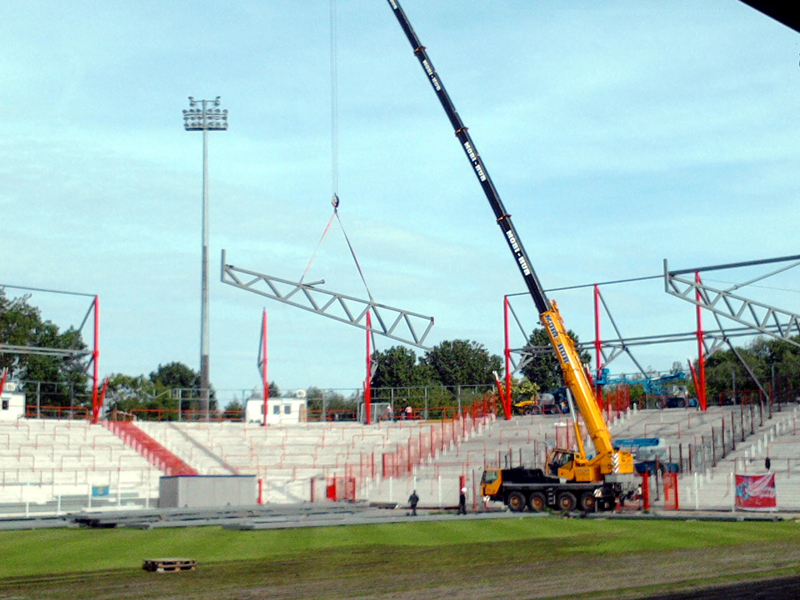
Монтаж стадиона в мае 2009 года.

Ремонтные работы начались 2 июня 2008 года и первоначально должны были продлиться три месяца. Однако из-за задержек в строительстве дата завершения несколько раз переносилась на более поздний срок, пока в апреле 2009 года клуб наконец не решил, что сезон 2008/09 будет полностью завершен на альтернативном стадионе, в «Фридрих-Людвиг-Ян-Шпортпарке».

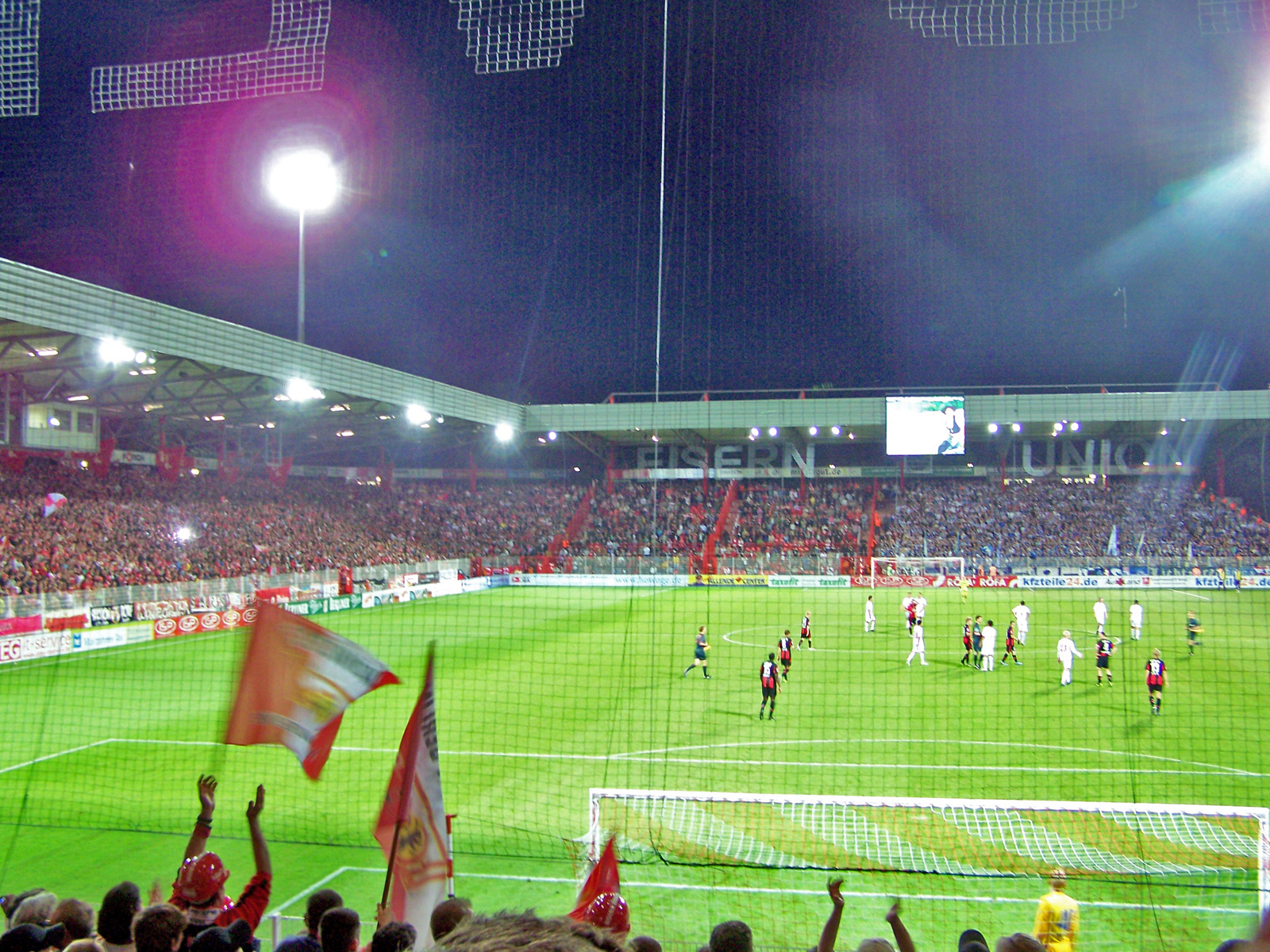
Стадион во время первого матча после реконструкции 8 июля 2009 года.

8 июля 2009 года, после 13 месяцев строительства, в ходе которого около 2000 волонтеров отработали почти 140 000 неоплачиваемых часов, стадион был открыт товарищеским матчем против «Герты» (финальный счет 3:5). Во время строительства, помимо возведения конструкции крыши и обогрева газона, были отремонтированы стоячие трибуны и многие окружающие их функциональные постройки, а также перила и заборы. Вместимость аудитории увеличилась до 19 000 человек. Чтобы обеспечить вместимость сидячих мест, необходимую футбольному союзу (3000 мест), в 2010 году в стоячей зоне «буферного блока» (зоны разделения между домашними и выездными болельщиками) были временно установлены откидные сиденья. В результате вместимость составила 18 432 зрителя (из них 15 414 стоя и 3 018 сидячих).
Второй этап строительства начался в мае 2012 года с демонтажа основной трибуны. Месяц спустя был заложен фундамент новой трибуны. Первоначально предполагалось, что этот этап строительства начнется в 2010 году, но был отложен, чтобы клуб имел возможность полностью обеспечить финансирование. Главная трибуна вместит в общей сложности 3557 зрителей и будет служить функциональным зданием с отдельными помещениями для игроков и судей, а также для работников стадиона, отдела лицензирования и сотрудников безопасности.
Затраты на весь ремонт первоначально оценивались примерно в 17 миллионов евро и должны были быть разделены таким образом, чтобы 3,2 миллиона евро были получены от федеральной земли Берлин, 1,8 миллиона евро — от клуба, а оставшиеся 12 миллионов евро должны были быть собраны за счет долгового капитала. Часть финансирования стала возможной благодаря так называемой «акции Альте Фёрстерай». В период с 1 по 31 декабря 2011 года члены клуба смогли приобрести акции компании по эксплуатации стадиона, которая ранее была преобразована в акционерное общество. Всего было приобретено 5 473 акций на сумму 2 736 500 евро, что составляет около 44 процентов акций An der Alten Försterei Stadionbetriebs AG.

### С 2017 года: Планы по расширению
В июне 2017 года клуб объявил о желании расширить стадион. В случае выхода в первую Бундеслигу клубу необходимо будет выполнить новые требования немецкого футбольного союза, которые вытекают из правил УЕФА по инфраструктуре стадионов. Для стадиона 4-й категории это, в том числе, означает, что на нем должно быть 8 тысяч сидячих мест. Еще до выхода в Бундеслигу «Унион» пользовался возросшей популярностью у зрителей: в сезоне 2016/17 стадион был заполнен более чем на 95 процентов.
Предполагалось к 2020 году, к 100-летнему юбилею стадиона, увеличить вместимость стадиона с 22 012 до 36 978 мест за 38 миллионов евро. Количество сидячих мест должно быть увеличено с 3617 до 8286.

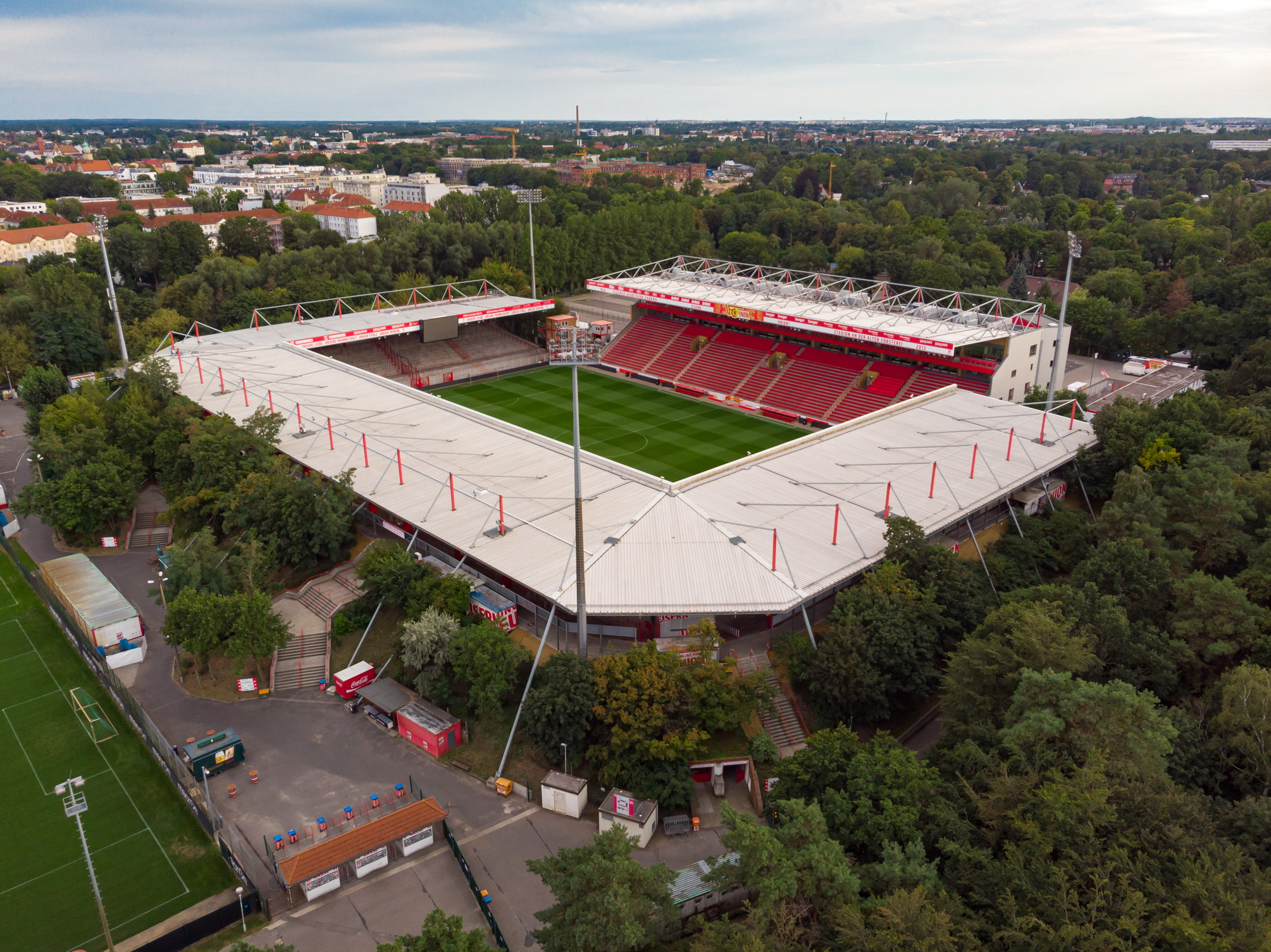
Стадион в 2019 году.

Однако после выхода в Бундеслигу в 2019 году клуб отложил запланированное расширение «Альте Фёрстерай». Это подтвердил президент клуба Дирк Цинглер. В начале марта 2019 года администрация Сената дала понять, что клуб не получит разрешение на планирование до лета. Футбольный союз требует минимум 8000 сидячих мест на стадионах Бундеслиги. В настоящее время стадион «Униона» вмещает чуть более 3600 сидячих мест. Поскольку расширение уже запланировано, клуб получил специальное разрешение на проведение матчей на текущем стадионе.
Стадион не соответствует правилам УЕФА для международных игр из-за по большей части стоячих мест. «Унион» провёл домашние матчи Лиги конференций в сезоне 2021/22 на Олимпийском стадионе. Однако из-за пробной отмены запрета УЕФА на стоячие места на матчах еврокубков клуб смог провести все домашние матчи Лиги Европы 2022/23 на «Альте Фёрстерае». Несмотря на продолжение отмены запрета стоячих мест, матчи Лиги чемпионов 2023/24 «Унион» провёл на Олимпийском стадионе, а на «Альте Фёрстерай» выступали юноши в Юношеской лиге УЕФА.
На общем собрании членов клуба в ноябре 2022 года было объявлено, что стадион следует расширить с лета 2024 года, при условии, что не будет дальнейших возражений против планов или таких факторов, как рост цен на строительные материалы, которые задержат реализацию проекта. После реконструкции стадион сможет вместить около 37,7 тысяч зрителей. Все трибуны, кроме главной, будут снесены. Кроме того, клуб выкупил собственность стадиона у Сената Берлина и с тех пор является единственным собственником спортивного сооружения и тренировочных полей.
На общем собрании в октябре 2023 года были представлены общие условия, но планы по реконструкции стадиона были отложены: теперь с сентября 2024 года на месте магазина атрибутики должен быть построен новый офис клуба. Кроме того, планируется построить новые наземные и подземные парковки, и новую трамвайную остановку. Реконструкцию тренировочной базы планируется завершить к лету 2025 года. Фактическое расширение стадиона планируется начать в июле 2025 года и завершить к концу 2026 года. Клуб планирует выступать на Олимпийском стадионе в сезоне 2025/26. В июле 2024 года президент «Униона» Дирк Цинглер сообщил, что проект реконструкции переносится не менее чем на один год. В связи с реконструкцией «Унион» проведёт матчи сезона 2026/27 на Олимпийском стадионе.
С начала сезона 2024/25 на «Ан дер Альтен Фёрстерай» начала также выступать и женская команда «Униона», которая ранее смогла выйти во Вторую Бундеслигу.

## События

### Рождественские пения

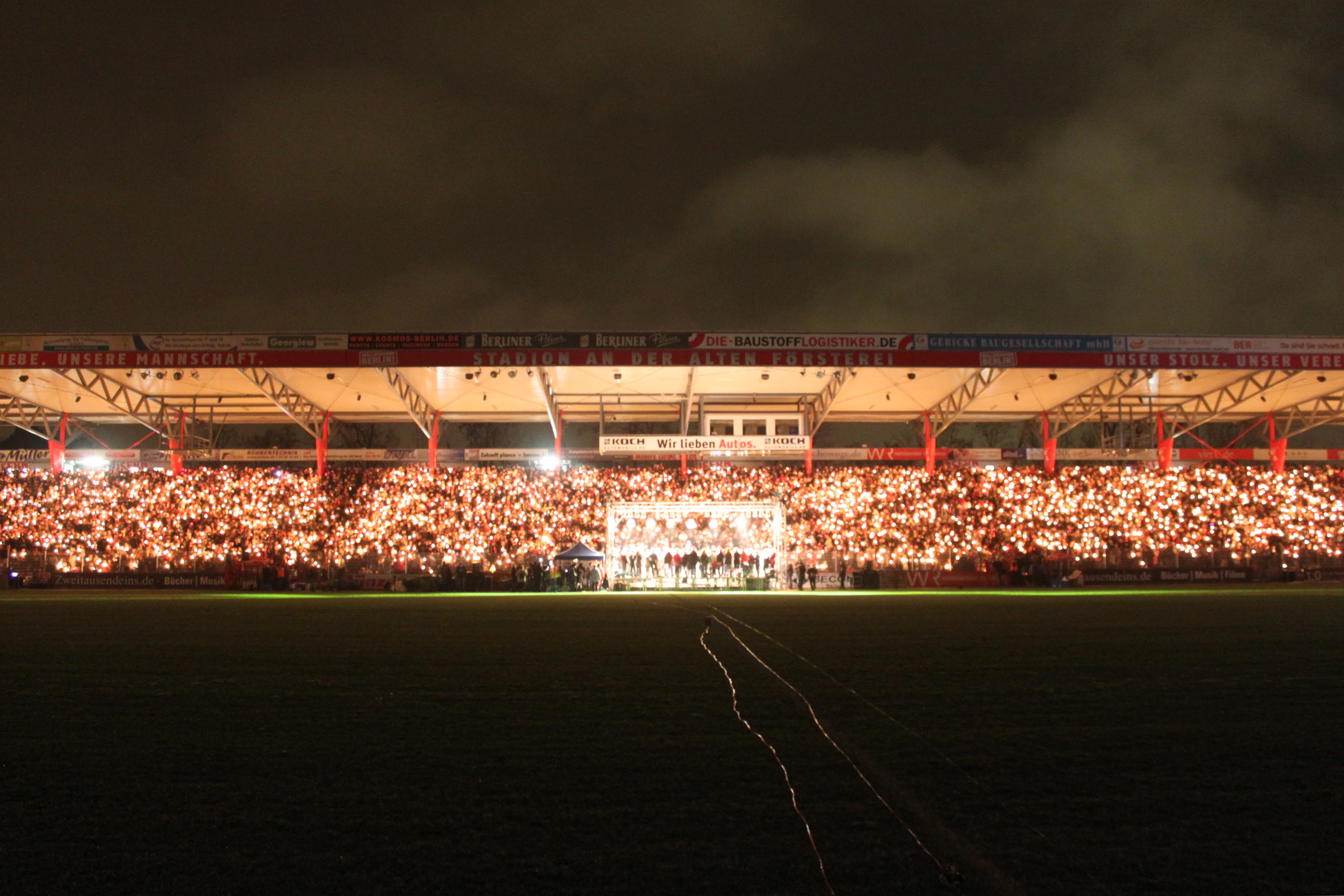
Рождественские пения болельщиков «Униона» в 2011 году.

В 2003 году 89 членов фан-клуба «Альт-Унионер» тайно встретились на стадионе для первого рождественского пения, чтобы вместе завершить год после разочаровывающей первой половины сезона. С тех пор рождественское пение превратилось в крупное мероприятие, привлекая большее количество желающих, чем стадион позволяет вместить. В связи с этим, с 2014 года вход на рождественские пения стал платным.
В 2015 году на рождественское пение пришли 28,5 тысяч болельщиков. В 2022 и 2023 году пения транслировались в прямом эфире на канале RBB.

### «Гостиная» Чемпионата мира
Клуб представил фанатам идею совместного просмотра на стадионе Чемпионата мира 2014. Для этого был установлен большой экран, а фанатам было необходимо привезти на стадион собственный диван. Мероприятие получило название «Гостиная Чемпионата мира» (нем. WM-Wohnzimmer). Всего фанаты привезли более 800 диванов, а матчи сборной Германии пользовались особенной популярностью и набирали более 12 000 зрителей.

### Концерты

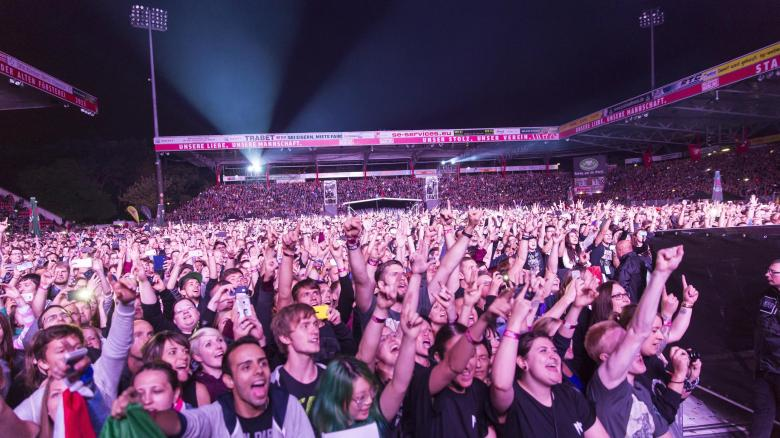
Концерт группы Linkin Park на стадионе «Ан дер Альтен Фёрстерай»

3 сентября 2015 года на «Альте Фёрстерай» состоялся первый крупный рок-концерт группы Linkin Park перед 35 тысячами зрителей.